# دير الزيح (الحديدة)
دير الزيح هي إحدى قرى مديرية المنيرة، التابعة لمحافظة الحديدة اليمنية، بلغ تعداد سكانها 1100 نسمة حسب الإحصاء الذي أجري عام 2004.